# أوستين جاي توبين
أوستين جاي توبين (بالإنجليزية: Austin Joseph Tobin)‏ هو محامي أمريكي، ولد في 25 مايو 1903 في بروكلين في الولايات المتحدة، وتوفي في 8 فبراير 1978 في مانهاتن في الولايات المتحدة.